# Útok na základnu Šajrát
Útok na vojenskou základu Šajrát byl proveden 7. dubna 2017 Námořnictvem Spojených států amerických na rozkaz prezidenta USA Donalda Trumpa jako reakce na chemický útok v Chán Šajchúnu ze 4. dubna 2017, při němž bylo zabito nejméně 80 osob; letadla přitom podle amerických zdrojů startovala právě ze základy Šajrát, která patří vládním silám. Jednalo se o první přímý vojenský útok Spojených států vůči režimu Bašára Asada během syrské občanské války.

## Útok
Útok byl proveden dvěma torpédoborci třídy Arleigh Burke 6. loďstva Námořnictva Spojených států amerických USS Ross (fregatní kapitán Russell Caldwell) a USS Porter (fregatní kapitánka Andria Sloughová). K zahájení střelby došlo 7. dubna 2017 kolem 4:40 ráno místního času z východního Středozemního moře. Během akce bylo z obou lodí vypuštěno celkem 59 střel s plochou dráhou letu BGM-109 Tomahawk. Dráha střel byla koordinována tak, aby na cíl dopadly současně.
Ruský systém protivzdušné obrany S-400, rozmístěný v Sýrii na ochranu Rusy využívané základny Hmímím, nebyl proti střelám Tomahawk nasazen, ať už úmyslně (kvůli předčasnému americkému varování ruské strany o útoku a možného vyhrocení situace jejich sestřelením) nebo kvůli nemožnosti systému střely zadržet. Nicméně se Rusko rozhodlo po americkém útoku posílit své prostředky protivzdušné obrany v zemi.

## Následky
Podle mluvčího amerického ministerstva obrany z vypuštěných 59 střel 58 dopadlo na cíl, jedna hned po startu explodovala. Během útoku mělo být zničeno kolem 20 letounů, dále zasaženy či poškozeny systémy protivzdušné obrany, hangáry a sklady s palivem.
Ruská televize RT oznámila, že při útoku na základnu bylo zabito nejméně 5 vojáků, z toho jeden generál, a podle syrských státních médií bylo zabito 9 civilistů po zásahu blízké vesnice. V době dopadu střel na základně měli být i ruští vojáci, žádného však nezabily, protože o útoku byla podle mluvčího Pentagonu Jeffa Davise ruská strana předem informována. Dle zdroje z řad proasadovské koalice tiskové agentury Reuters byla díky tomuto varování, které Rusové předali dále Syřanům, základna před útokem evakuována a zůstaly zde pouze letouny mimo operační nasazení. Dle mluvčího ruského ministerstva obrany generála Igora Konašenkova na základnu dopadlo jen 23 z 59 vystřelených Tomahawků, zničeno bylo 6 stíhacích letounů MiG-23 zde opravovaných.
Podle Talala Barasiho, syrského guvernéra Homsu, a Syrské observatoře pro lidská práva (SOLP) ze základny již druhý den startovala bojová letadla. Ministerstvo obrany Spojených států amerických se k tomu nevyjádřilo. Dle SOLP byla základna „téměř zcela zničena, včetně letadel a protiletecké obrany“. Dle opozičního syrského aktivisty Mohammeda al-Sibaie, žijícího v provincii Homs, byl Šajrát vyřazen z provozu. Americký prezident Trump se vyjádřil, že útok necílil na snadno opravitelnou ranvej, dle vyjádření Pentagonu byl kromě samotných letadel zacílen na zázemí základny (zpevněné letecké hangáry, skladiště paliva a munice, logistiku, protiletadlové systémy a radary).
Podle plukovníka Hassana Hamadeho, pilota zběhlého ze syrské armády v roce 2012, „nebude mít útok na základnu větší dopad na bojeschopnost syrského režimu“. Analytik Reed Foster, pracující pro nakladatelství Jane's, prohlásil, že sice „útok oslabil celkovou schopnost protiletecké obrany a pozemních útoků Syrských vzdušných sil, ale nikterak nezmenšil schopnost syrského režimu dále nasadit chemické zbraně“.

## Ohlas
Zásah podpořila většina západních států včetně Evropské unie či NATO. Britský ministr obrany Michael Fallon označil zásah za „zcela přiměřený“. Útok podpořilo také Česko, Turecko, Jordánsko, Kuvajt, Izrael, Saúdská Arábie, Spojené arabské emiráty, Spojené království, Německo, Japonsko, Francie, Kanada Austrálie či Polsko. Čína varovala před zhoršením situace, odsoudila však útoky chemickými zbraněmi.
Ministerstvo zahraničních věcí České republiky „chápe vojenský zásah USA jako snahu předejít dalším chemickým útokům v Sýrii proti civilnímu obyvatelstvu“.
Podle britského ministra obrany Michaela Fallona nese vinu za chemický útok v Chán Šajchúnu a smrt civilistů Rusko, coby nejdůležitější stoupenec režimu syrského prezidenta Bašára Asada. Sýrie podle něho potřebuje takovou vládu, v níž Asad nebude hrát žádnou roli. Šéf britské diplomacie Boris Johnson kvůli tomu zrušil návštěvu Moskvy. Dále vyzval Rusko, aby využilo svůj vliv v Sýrii a ukončilo tak občanskou válku. Dle Martina Schulze, předsedy Sociálnědemokratické strany Německa, je „čas na rozhovor, ne bomby“.
Proti útoku na základnu syrské armády protestovalo Rusko, prezident Vladimir Putin podle svého mluvčího označil americký zásah v Sýrii za „agresi proti svrchovanému státu a za porušení mezinárodního práva pod smyšlenou záminkou.“ Podle mluvčího Kremlu Dmitrije Peskova se Spojené státy snaží útokem v Sýrii odpoutat pozornost od amerického náletu na Mosul z konce března, při kterém zahynulo přes 200 civilistů.
Stejně jako Rusko útok odsoudili i Bělorusko, Brazílie, Bolívie, Severní Korea, Irák, Írán nebo Indonésie. Podle Severní Koreje americký útok v Sýrii dokazuje proč Severní Korea potřebuje jaderné zbraně. Podle íránského ministra zahraničí Mohammada Zarífa se ani ne dvě dekády po útocích 11. září 2001 stal ze Spojených států spojenec Al-Káidy.